# Juba I
Juba I  (ca. 85 v.Chr. - 46 v.Chr.) was de kleinzoon van Jugurtha, een Numidische koning die tegen de Romeinen vocht voor de onafhankelijkheid van zijn volk. Hij droomde ervan om alle volken in Noord-Afrika te verenigen en een staat te stichten om de buitenlandse machten af te weren. Hij weerstreefde de Romeinse invloed en verbood daarom de Romeinse officieren de rode mantel te dragen omdat dat een symbool van zijn koninkrijk was.
Toen Caesar en Pompeius elkaar begonnen te bevechten, besloot Juba om Pompeius te steunen, omdat hij veronderstelde dat Caesar van plan was Noord-Afrika stevig onder de duim te houden. De Mauritaanse koningen (Bocchus II en Bogudes) kozen er echter voor om Caesar te steunen. Nadat de legioenen van Caesar bij de slag bij Thapsus (46 v.Chr.) de legers van Pompejus en Juba overwonnen, besloot Juba om, met behulp van een slaaf, zelfmoord te plegen. 
Juba I liet na zijn dood een zoon achter, die bekend werd als Juba II. Deze was tussen vijf en zeven jaar jong toen zijn vader stierf. Hij werd door Julius Caesar gegijzeld, en meegebracht naar Rome, waar hij in het paleis van Augustus is opgegroeid. In 25 v.Chr. maakte Augustus hem koning van Mauretania.